# Titularbistum Neila
Neila (auch: Neilenus) ist ein Titularbistum der römisch-katholischen Kirche in der Levante, in Asien. 
| Titularbischöfe von Neila |                |                                                    |               |              |
| Nr.                       | Name           | Amt                                                | von           | bis$         |
| 1                         | Robert Pobožný | Apostolischer Administrator von Rožňava (Slowakei) | 25. Juli 1949 | 9. Juni 1972 |